# Stružinec (Jistebnice)
Stružinec (německy Struschinetz) je malá vesnice, část města Jistebnice v okrese Tábor v Jihočeském kraji. Nachází se asi tři kilometry severně od Jistebnice. Stružinec leží v katastrálním území Orlov u Jistebnice o výměře 10,59 km².

## Historie
První písemná zmínka o vesnici pochází z roku 1379.

## Obyvatelstvo
| Rok            | 1869 | 1880 | 1890 | 1900 | 1910 | 1921 | 1930 | 1950 | 1961 | 1970 | 1980 | 1991 | 2001 | 2011 | 2021 |
| -------------- | ---- | ---- | ---- | ---- | ---- | ---- | ---- | ---- | ---- | ---- | ---- | ---- | ---- | ---- | ---- |
| Počet obyvatel | 65   | 50   | 70   | 68   | 53   | 47   | 45   | 33   | 26   | 24   | 23   | 20   | 11   | 6    | 7    |
| Počet domů     | 7    | 8    | 8    | 9    | 9    | 9    | 9    | 8    | 8    | 6    | 6    | 6    | 7    | 7    | 8    |

## Obecní správa
Při sčítání lidu v letech 1850–1974 Stružinec byl osadou obce Orlov, se kterým patřil nejprve do okresu Sedlčany, ale od roku 1950 v okrese Tábor. Od 1. ledna 1975 je částí města Jistebnice v okrese Tábor.

## Galerie

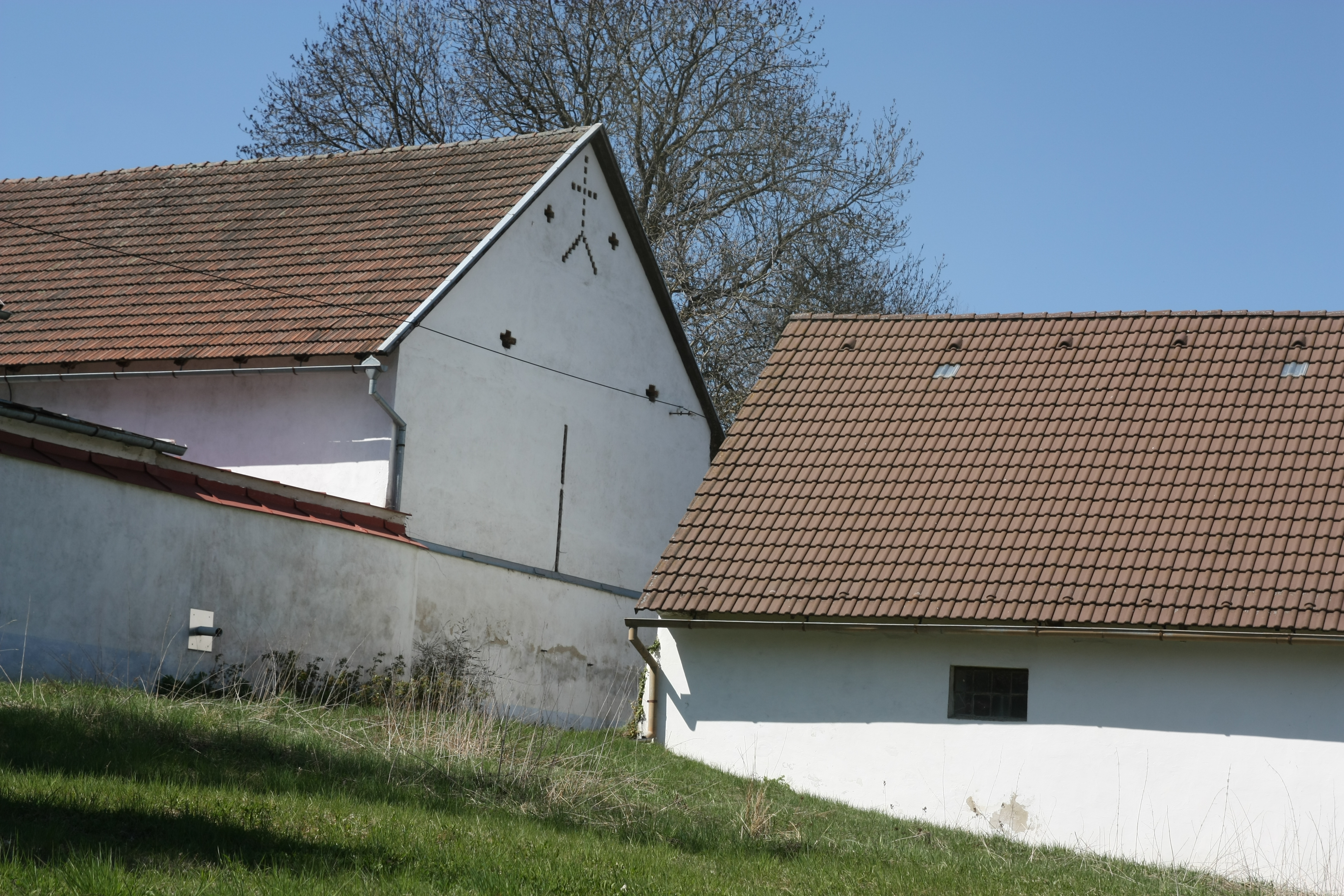
Usedlost (2019)
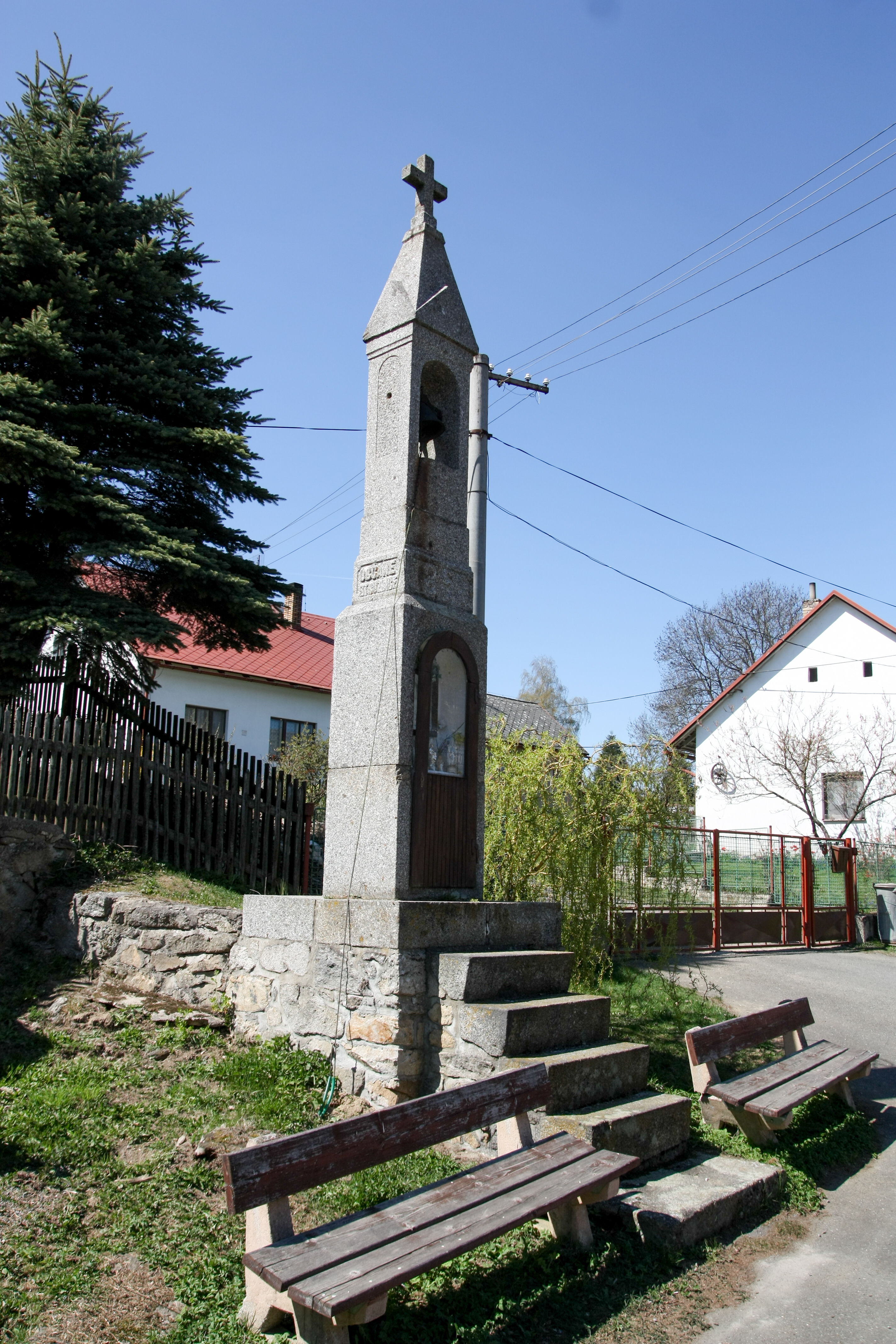
Zvonice (2019)
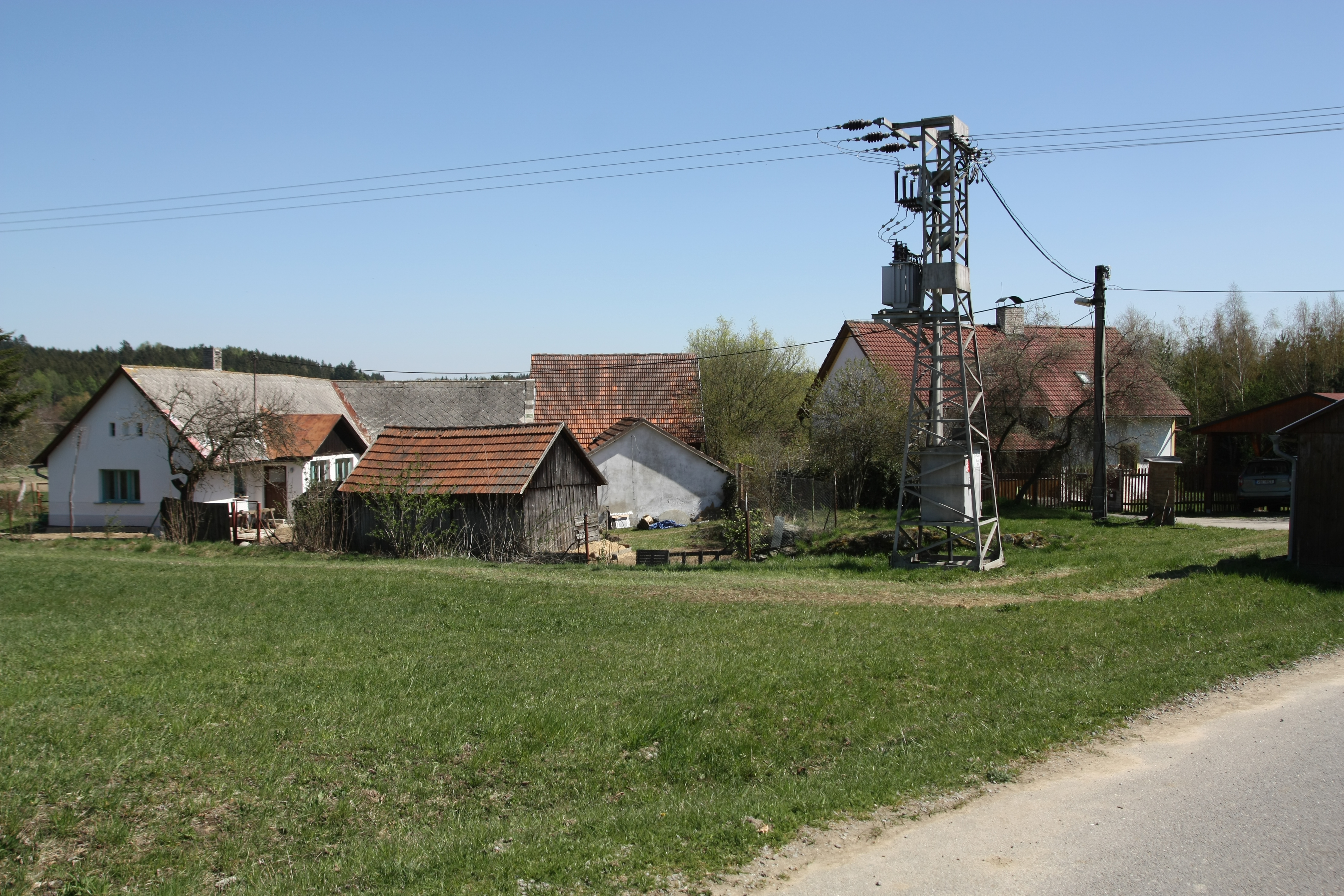
Pohled na domy (2019)
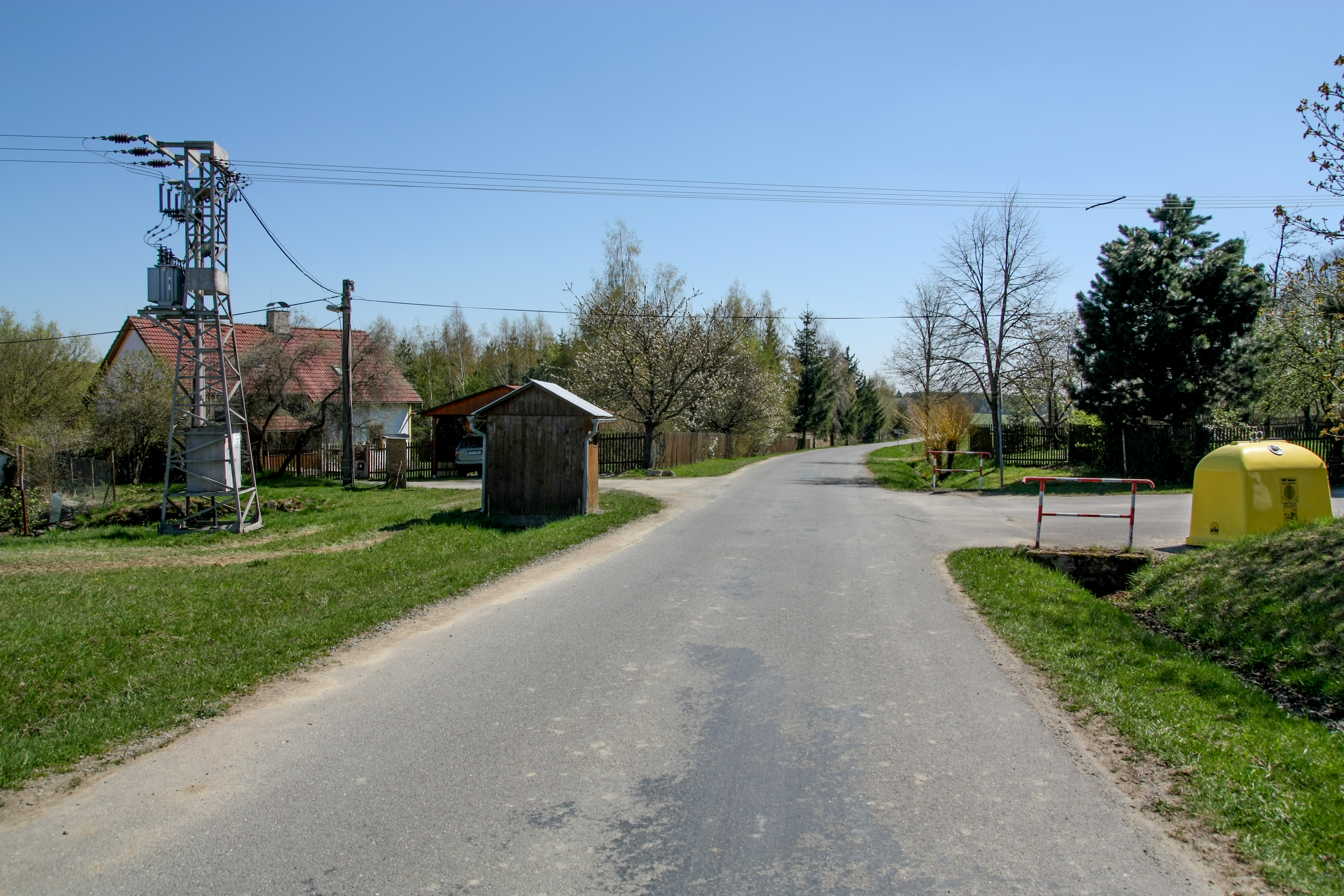
Cesta (2019)